# Mueang Nong Khai (huyện)
Mueang Nong Khai (tiếng Thái: เมืองหนองคาย) là huyện thủ phủ (Amphoe Mueang) của tỉnh Nong Khai, đông bắc Thái Lan.

## Địa lý
Các huyện giáp ranh (từ phía đông theo chiều kim đồng hồ) là Phon Phisai của tỉnh Nong Khai, Phen của tỉnh Udon Thani, Sa Khrai và Tha Bo của tỉnh Nong Khai. Về phía bắc qua sông Mekong là tỉnh Viêng Chăn của Lào.

## Hành chính
Huyện này được chia thành 16 phó huyện (tambon), các đơn vị này lại được chia ra thành 181 làng (muban). Thị xã (thesaban mueang) Nong Khai nằm trên tambon Ni Mueang, Michai và một phần của tambon Pho Chai, Khun Wan, Hat Kham, Nong Kom Ko và Mueang Mi. Có hai thị trấn (thesaban tambon) - Nong Song Hong nằm trên một phần của tambon Khai Bok Wan,  Wiang Khuk nằm trên một phần của tambon cùng tên. Có 14 Tổ chức hành chính tambon.
| STT | Tên                  | Tên tiếng Thái | Số làng | Dân số |  |
| --- | -------------------- | -------------- | ------- | ------ |  |
| 1.  | Nai Mueang           | ในเมือง         | 17      | 19.694 |  |
| 2.  | Mi Chai              | มีชัย            | 9       | 6.520  |  |
| 3.  | Pho Chai             | โพธิ์ชัย          | 12      | 14.269 |  |
| 4.  | Kuan Wan             | กวนวัน          | 7       | 5.565  |  |
| 5.  | Wiang Khuk           | เวียงคุก         | 8       | 6.295  |  |
| 6.  | Wat That             | วัดธาตุ          | 14      | 9.231  |  |
| 7.  | Hat Kham             | หาดคำ          | 16      | 15.264 |  |
| 8.  | Hin Ngom             | หินโงม          | 8       | 4.230  |  |
| 9.  | Ban Duea             | บ้านเดื่อ         | 16      | 7.269  |  |
| 10. | Khai Bok Wan         | ค่ายบกหวาน      | 16      | 13.642 |  |
| 11. | Song Hong            | สองห้อง         | 10      | 5.825  |  |
| 13. | Phra That Bang Phuan | พระธาตุบังพวน    | 14      | 10.546 |  |
| 16. | Nong Kom Ko          | หนองกอมเกาะ    | 12      | 10.596 |  |
| 17. | Pa Kho               | ปะโค           | 7       | 5.949  |  |
| 18. | Mueang Mi            | เมืองหมี         | 7       | 4.415  |  |
| 19. | Si Kai               | สีกาย           | 8       | 3.515  |  |

Các con số mất là tambon nay tạo thành huyện Sakhrai.